# Lauren Michelle Hill
Lauren Michelle Hill (Columbia, Carolina del Sur, 27 de junio de 1979) es una modelo y actriz estadounidense que fue playmate de febrero de 2001 de la revista playboy. Además de su aparición en la revista también lo hizo en varios videos playboy y ediciones especiales de la revista.
Hill apareció, interpretándose a ella misma, en la película de 2008 The House Bunny.